# Javne
Javne (hebrejsky יַבְנֶה‎; arabsky يبنة‎, Yibna, latinsky Iamnia, v oficiálním přepisu do angličtiny Yavne) je město v Centrálním distriktu v Izraeli. Historicky se město nazývá také Jabne nebo Jamnie a byla zde významná rabínská škola, kde se ustanovil palestinský kánon biblických knih. Ve středověku zde křižáci postavili hrad Ibelin.

## Geografie
Leží v nadmořské výšce 30 m 25 km jižně od Tel Avivu. Nachází se v jižní části izraelské pobřežní planiny.
Ve městě stojí železniční stanice Javne. Prochází tudy železniční trať Tel Aviv – Beer Ševa. Podle údajů z roku 2011 se v roce 2012 očekávalo dokončení dalšího vlakového spojení. Ze západu k městu vede železniční trati Tel Aviv – Bnej Darom sledující těleso dálnice číslo 4, na níž se nachází železniční stanice Javne ma'arav.

## Dějiny
Kniha Jozue zmiňuje město Javne jako hraniční město mezi zemí kmene Dan a kmene Judy, Jabneel. Později byly jeho hradby strženy králem Uzijášem v bitvě proti Pelištějcům.
Později bylo město Římany přejmenováno na Jamniu (psáno i Iamnia, řecky Ἰαμνία). Po zničení druhého chrámu, v roce 70 n. l., přesunul Sanhedrin do Jamnie rabín Jochanan ben Zakaj. Zřejmě kvůli narůstajícím konfrontacím mezi judaismem a raným křesťanstvím a kvůli diskusím uvnitř judaismu mezi farizeji a apokalyptickými směry vznikla potřeba vymezit se vůči těmto nově vzniklým skupinám a uzavřít kánon posvátných spisů. Když byl hlavou školy Jochananův nástupce Gamaliel II., byla do Jamnie svolána synoda, která mezi lety 90 a 100 n. l. rozhodla o rozsahu posvátných spisů hebrejské bible.

Erb rodu Ibelinů.

Nejednalo se však o synodu v podobě, jakou známe u pozdějších koncilů, avšak jamnijští rabíni měli zákonnou pravomoc nad židovskou komunitou, takže se spíše jedná o konsensus učitelů jamnijské školy. Vzniká zde tak Palestinský kánon, v němž se objevuje rabínský judaismus.
V roce 1141 město dobyli křižáci, město přejmenovali na Ibelin a postavili zde hrad. Ibelin dal jméno šlechtickému rodu Ibelinů, který hrál důležitou roli v Jeruzalémském a později Kyperském království. Ibelin sám pak byl zajat Saladinem v roce 1187.
Nynější Javne bylo založeno roku 1949 po vzniku státu Izrael jako jednotně řešené sídliště pro nové přistěhovalce (takzvané rozvojové město).

## Vzdělání
Podle CBS se ve městě nachází 16 škol s celkovým počtem 7 445 studentů. Ti studují celkem na 11 základních školách (4 037 žáků) a na 9 středních školách (3 408 studentů). 59,6% studentů dvanáctého ročníku je připuštěno k maturitě (r. 2001).

## Ekonomika
Podle CBS žilo v roce 2000 ve městě 10 910 zaměstnanců a 966 z nich byly osoby samostatně výdělečně činné. Průměrná měsíční mzda v roce 2000 byla 5 699 šekelů. Průměrná měsíční mzda mužů pak byla 7 430 šekelů oproti 4 042 šekelů průměrné měsíční mzdy žen. Průměrná měsíční mzda osob samostatně výdělečně činných byla 7 631 šekelů. V roce 2000 bylo ve městě 640 nezaměstnaných a 2 396 osob pobíralo nějaký druh podpory.

## Demografie
Podle údajů z roku 2009 tvořili naprostou většinu obyvatel Židé – přibližně 32 100 osob (včetně statistické kategorie „ostatní“, která zahrnuje nearabské obyvatele židovského původu, ale bez formální příslušnosti k židovskému náboženství, přibližně 32 900 osob).
Jde o středně velkou obec městského typu s dlouhodobě rostoucí populací. K 31. prosinci 2017 zde žilo 45 500 lidí.
V roce 2001 žilo ve městě 15 800 mužů a 16 000 žen. Věková struktura obyvatelstva byla následující:
- 38,5 % ve věku do 19 let
- 16,7 % ve věku 20–29 let
- 18,6 % ve věku 30–44 let
- 18,2 % ve věku 45–59 let
- 2,1 % ve věku 60–64 let
- 5,8 % starších 65 let

| Rok  | Obyvatelé |
| ---- | --------- |
| 1949 | 1 200     |
| 1950 | 1 540     |
| 1951 | 1 402     |
| 1952 | 1 600     |
| 1953 | 1 600     |
| 1954 | 2 000     |
| 1955 | 2 300     |
| 1956 | 3 300     |
| 1957 | 4 700     |
| 1958 | 4 800     |
| 1959 | 5 200     |
| 1960 | 5 250     |

| Rok  | Obyvatelé |
| ---- | --------- |
| 1961 | 5 500     |
| 1962 | 6 200     |
| 1963 | 6 800     |
| 1964 | 7 400     |
| 1965 | 8 000     |
| 1966 | 8 500     |
| 1967 | 9 100     |
| 1968 | 9 350     |
| 1969 | 9 850     |
| 1970 | 10 100    |
| 1971 | 10 200    |
| 1972 | 10 100    |

| Rok  | Obyvatelé |
| ---- | --------- |
| 1973 | 10 500    |
| 1974 | 10 600    |
| 1975 | 10 700    |
| 1976 | 10 900    |
| 1977 | 11 200    |
| 1978 | 11 500    |
| 1979 | 12 100    |
| 1980 | 12 300    |
| 1981 | 12 800    |
| 1982 | 13 700    |
| 1983 | 13 900    |
| 1984 | 17 500    |

| Rok  | Obyvatelé |
| ---- | --------- |
| 1985 | 18 500    |
| 1986 | 19 300    |
| 1987 | 20 100    |
| 1988 | 20 800    |
| 1989 | 21 300    |
| 1990 | 22 700    |
| 1991 | 23 700    |
| 1992 | 24 800    |
| 1993 | 25 600    |
| 1994 | 26 700    |
| 1995 | 27 712    |
| 1996 | 28 844    |

| Rok  | Obyvatelé |
| ---- | --------- |
| 1997 | 29 744    |
| 1998 | 30 584    |
| 1999 | 31 100    |
| 2000 | 31 665    |
| 2001 | 31 833    |
| 2002 | 31 700    |
| 2003 | 31 900    |
| 2004 | 31 800    |
| 2005 | 31 900    |
| 2006 | 31 900    |
| 2007 | 32 200    |
| 2008 | 32 800    |

| Rok  | Obyvatelé |
| ---- | --------- |
| 2009 | 33 000    |
| 2010 | 33 200    |
| 2011 | 33 300    |
| 2012 | 34 200    |
| 2013 | 36 500    |
| 2014 | 39 700    |
| 2015 | 42 300    |
| 2016 | 44 100    |
| 2017 | 45 500    |
| 2018 | 46 700    |

## Partnerská města
- Špýr, Porýní-Falc, Německo